# لیبی (لاست)
الیزابت "لیبی" اسمیت (به انگلیسی: Elizabeth “Libby” Smith) نام شخصیت داستانی مجموعه تلویزیونی گمشدگان محصول شبکه ای بی سی آمریکا می‌باشد. ایفاگر این شخصیت سینتیا واتروس می‌باشد. لیبی مدتی در یک بیمارستان روانی در کنار هارلی بود .
وی در قسمت Two For The Road با خیانت مایکل تیر خورد و در چند قسمت بعد درگذشت. همچنین در جزیره به هوگو ریس علاقه‌مند می‌شود.